# Congresso popular de base (Líbia)
Congresso popular de base (em árabe: مؤتمر شعبي أساسي, translit. Mu'tamar shaʿbi asāsi) era a menor subdivisão administrativa na Líbia, durante o período Jamahiriya Árabe Socialista, sua função era governar a menor subdivisão geográfica, também denominada congresso popular de base. O congresso funciona como uma assembleia popular de democracia direta, onde as facções geralmente se organizam por tribos e clãs. Não há partidos políticos na Líbia (ver: Jamahiriya). Dos congressos populares de base participam todos os homens e mulheres maiores de idade. Existem no país 600 congressos populares de base. 
O congresso se reúne três vezes por ano ou quando necessário. Na primeira reunião é preparada uma agenda detalhada para as duas reuniões seguintes. Na segunda, são analisadas as questões de âmbito local. Na terceira, são designados os postos nas comissões, elegem-se os representantes e discutem-se questões políticas nacionais e internacionais. A gestão do dia a dia fica a cargo da comissão designada pelo congresso.
Os representantes eleitos pelos congressos populares de base regulam o funcionamento do superior (shabiyah).
O nível imediatamente superior ao dos congressos de base são os congressos de distritos. Acima destes, está o Congresso Geral do Povo.